# 斯泰爾斯海峽
斯泰爾斯海峽是南極洲的海峽，位於恩德比地對開海域，長30公里、寬12至20公里，澳洲探險隊根據1956年11月拍攝的高空照片繪製於地圖中，該海峽現時受南極條約管理。
66°51′S 48°35′E / 66.850°S 48.583°E